# 1,2-Dicyclopropyl-1-méthylcyclopropane
Le 1,2-dicyclopropyl-1-méthylcyclopropane, généralement appelé syntine (du russe : синтин), est un composé chimique de formule brute C10H16. Il fut développé en Union Soviétique pour servir de carburant pour fusées, devant remplacer les kérosènes de grade RG-1 et T-1 alors utilisés dans le pays. Après un développement dans les années 1960, sa production industrielle démarra au milieu des années 1970, avant d'être totalement arrêtée peu après la chute de l'URSS.

## Caractéristiques

Schéma de synthèse de la syntine.

Il s'agit d'un hydrocarbure liquide incolore de masse volumique 0,85 g·cm-3 et dont la température d'ébullition est de 158 °C à pression atmosphérique. Cette molécule possède deux isomères, cis et trans, et quatre stéréoisomères (voir schéma ci-contre). L'utilisation de la syntine est similaire à celle des kérosènes normaux. C'est un liquide incolore, extrêmement fluide, dégageant une légère odeur agréable. Le procédé de synthèse du composé fut établi à la fin des années 1950.

Structure des quatre stéréoisomères de la syntine. Isomères trans à gauche (le groupe méthyle et l'hydrogène sont de part et d'autre du cyclopropane central) et cis à droite (CH3 et H du même côté).

La présence de trois cycles cyclopropane lui vaut une enthalpie standard de formation de 133 kJ·mol-1 — soit 980 kJ·kg-1 pour le mélange à l'équilibre de ses stéréoisomères — laquelle apporte un surplus d'énergie libérée lors de la combustion. Ceci confère à la syntine plusieurs avantages par rapport aux ergols combustibles usuels, tels que le RG-1 précédemment et toujours utilisé sur les lanceurs spatiaux russes, notamment une masse volumique plus élevée, une viscosité plus faible et un plus grand pouvoir calorifique.

## Utilisation
La syntine a été utilisée en URSS puis en Russie comme ergol réducteur pour les fusées Soyouz-U2 développées spécifiquement pour ce nouveau carburant dans les années 1980-1990, permettant ainsi l'augmentation de la capacité d'emport du lanceur, nécessaire à l'envoi d'une nouvelle version du vaisseau Soyouz. La syntine fut également employée durant quelques années sur deux versions du Bloc D, équipant le lanceur lourd Proton, ainsi que sur la navette spatiale Bourane, et ses deux moteurs 17Д12.
Synthétisée à l'aide d'un procédé en plusieurs étapes à partir d'hydrocarbures courants ; la production de ce composé a été arrêtée après la dislocation de l'URSS car il était devenu trop cher à fabriquer. Les derniers stocks furent utilisés pour les vols de Soyouz-U2 emportant des équipages, vols jugés prioritaires. Une fois à court de syntine, les vols habités repassèrent sur Soyouz-U, mais le vaisseau, devenu trop lourd, ne pouvait plus emporter que deux membres d'équipages. La solution fut trouvée à la fin des années 1990 en modifiant les têtes d'injections des moteurs du lanceurs, augmentant l'efficacité de la combustion, ce qui donnera naissance à Soyouz-FG.